# Anonychomyrma dimorpha
Anonychomyrma dimorpha är en myrart som först beskrevs av Hugo Viehmeyer 1912.  Anonychomyrma dimorpha ingår i släktet Anonychomyrma och familjen myror.

## Underarter
Arten delas in i följande underarter:
- A. d. contenta
- A. d. dimorpha